# レントゲン (単位)
レントゲン（röntgen または roentgen）は、かつて使われていた照射線量（照射した放射線の総量）の非SI単位である。
空気中に放射線（X線やγ線）を照射すると原子がイオン化（電離）される。1レントゲンは、放射線の照射によって標準状態(STP)の空気1立方センチメートル(cm3)あたりに1静電単位(esu)のイオン電荷が発生したときの、放射線の総量と定義される。1静電単位のイオン電荷は、2.08×109個の正負のイオン対に相当する。
レントゲンはCGS単位系（CGS静電単位系）の単位であって非SI単位である。そのため日本では1989年（平成元年）4月の国際単位系への切り替え以降は使用しない方向で進んでいる。ただし、JIS Z8203:2000によると「当分の間、使用することがCIPMで認められている」と記載されている。

## 単位記号
レントゲンの記号はRである。X線の発見者であるヴィルヘルム・レントゲンにちなんで命名されたもので、1928年に導入された。単位記号は当初小文字のrが当てられていたが、人名由来の記号は大文字から始めるという原則に基づき1962年にRに変更された。

## SI単位との換算
国際単位系(SI)における照射線量の単位はクーロン毎キログラム(C/kg)である。1静電単位は約 3.3356×10−10 C、標準状態の空気1 cm3の質量は1.29×10−6 kg なので、1 R = 3.3356×10−10/1.29×10−6 = 2.58×10−4 C/kg となる。
計量法でもNISTでも、1 R = （正確に）2.58×10−4 C/kg と定義している。
レントゲンは、X線やγ線の照射線量の計量よりむしろ、様々な放射線に対する被曝量の計量に用いられた。放射線の種類による人体に対する影響の違いによって値を調整した"röntgen equivalent man"（rem、レム）という単位が使用されていた。SIにおいては、レムはシーベルトに置き換えられている。

## レントゲンによる値の例
自然界における放射線の量は、場所によって異なる。低い所では17 µR/h で、高い所では1100 µR/hに達する。一般に、都市部では高い値を示す。人が一生の間に被曝する自然放射線の量は約16レントゲン（160ミリシーベルト）である（寿命を60年とし、自然放射線の量を 30 µR/hとして計算）。
人間が500レントゲンの放射線を5時間程度の短時間に浴びると致命的である。

## 計量法における位置付け
計量法では、放射能の計量単位である、キュリー、ラド、レントゲン、レムの4単位を現在でも法定計量単位として認めている。ただし、これらの単位は計量制度審議会の資料（2005年）において、「暫定的使用」する単位として位置づけられている。
| 番号 | 物象の状態の量 | 計量単位（非SI単位） | SI単位                     |
| ---- | -------------- | -------------------- | -------------------------- |
| 64   | 放射能         | キュリー（Ci）       | ベクレル(Bq)               |
| 65   | 吸収線量       | ラド（rad）          | グレイ(Gy)                 |
| 69   | 照射線量       | レントゲン（R）      | クーロン毎キログラム(C/kg) |
| 71   | 線量当量       | レム（rem）          | シーベルト(Sv)             |

番号は計量法第2条第1項第1号における物象の状態の量の列挙順の番号である。